# Junge Union
Pour les articles homonymes, voir Junge.
La Junge Union (en français : Union jeune, JU) est l'organisation de jeunesse de l'Union chrétienne-démocrate d'Allemagne (CDU) et de l'Union chrétienne-sociale en Bavière (CSU). Fondée en 1947 et recensant 130 000 membres, la JU est le plus important mouvement de jeunesse politique allemand.

## Présidents
- Bruno Six (1947-1948)
- Alfred Sagner (1948-1949)
- Josef Hermann Dufhues (1949-1950)
- Ernst Majonica (1950-1955)
- Gerhard Stoltenberg (1955-1961)
- Bert Even (1961-1963)
- Egon Klepsch (1963-1969)
- Jürgen Echternach (1969-1973)
- Matthias Wissmann (1973-1983)
- Christoph Böhr (1983-1989)
- Hermann Gröhe (1989-1994)
- Klaus Escher (1994-1998)
- Hildegard Müller (1998-2002)
- Philipp Mißfelder (2002-2014)
- Paul Ziemiak (2014-2019)
- Tilman Kuban (2019-2022)
- Johannes Winkel (2022- )

### Direction actuelle
| Fonction                 | Titulaire              | Land |
| ------------------------ | ---------------------- | ---- |
| Président fédéral        | Johannes Winkel        | NW   |
| Vice-présidente fédérale | Anna Maria Köhler      | BW   |
| Vice-président fédéral   | Alexander Attensberger | BY   |
| Vice-président fédéral   | Pascal Reddig          | HE   |
| Vice-président fédéral   | Franziska Lammert      | NI   |
| Trésorier fédéral        | Anna Kreye             | ST   |

### Relations internationales
La JU est membre de la Jeunesse du Parti populaire européen (YEPP), une organisation faîtière des organisations de jeunesse démocrates-chrétiennes et conservatrices d'Europe. Elle collabore étroitement avec toutes les organisations partenaires européennes, mais entretient traditionnellement des liens étroits avec l'organisation voisine Junge Österreichische Volkspartei (JVP), l'organisation de jeunesse du Parti populaire autrichien.
Toutes les affaires internationales sont coordonnées par la Commission internationale, qui est présidée par Maximilian Mörseburg MdB, secrétaire international, et ses adjoints Manuel Knoll MdL et Moritz Übermuth.

## Anciens membres
- Joachim Herrmann, ministre de l'Intérieur de Bavière ;
- Roland Koch, ministre-président de Hesse ;
- Helmut Kohl, chancelier fédéral de l'Allemagne de 1982 à 1998 ;
- Günther Oettinger, membre de la Commission européenne depuis 2010, ancien ministre-président du Land de Bade-Wurtemberg (2005-2010);
- Stefan Mappus, ancien ministre-président du Land de Bade-Wurtemberg (2010-2011) ;
- Hans-Gert Pöttering, ancien président du Parlement européen et ancien président du groupe PPE au parlement européen ;
- Norbert Röttgen, ancien ministre fédéral de l'Environnement ;
- Jürgen Rüttgers, ancien ministre-président du Land de Rhénanie-du-Nord-Westphalie ;
- Markus Söder, ministre-président de Bavière et président de la CSU depuis 2018 ;
- Ole von Beust, ancien premier maire de la ville libre et hanséatique de Hambourg ;
- Christian Wulff, ancien président fédéral, ancien ministre-président du Land de Basse-Saxe ;
- Theodor Waigel, ministre fédéral des Finances de 1989 à 1998 et président de la CSU de 1988 à 1999.
- Peter Helmes, ancien directeur général fédéral[2].

## Galerie
Ces documents sont issus de la fondation Konrad-Adenauer

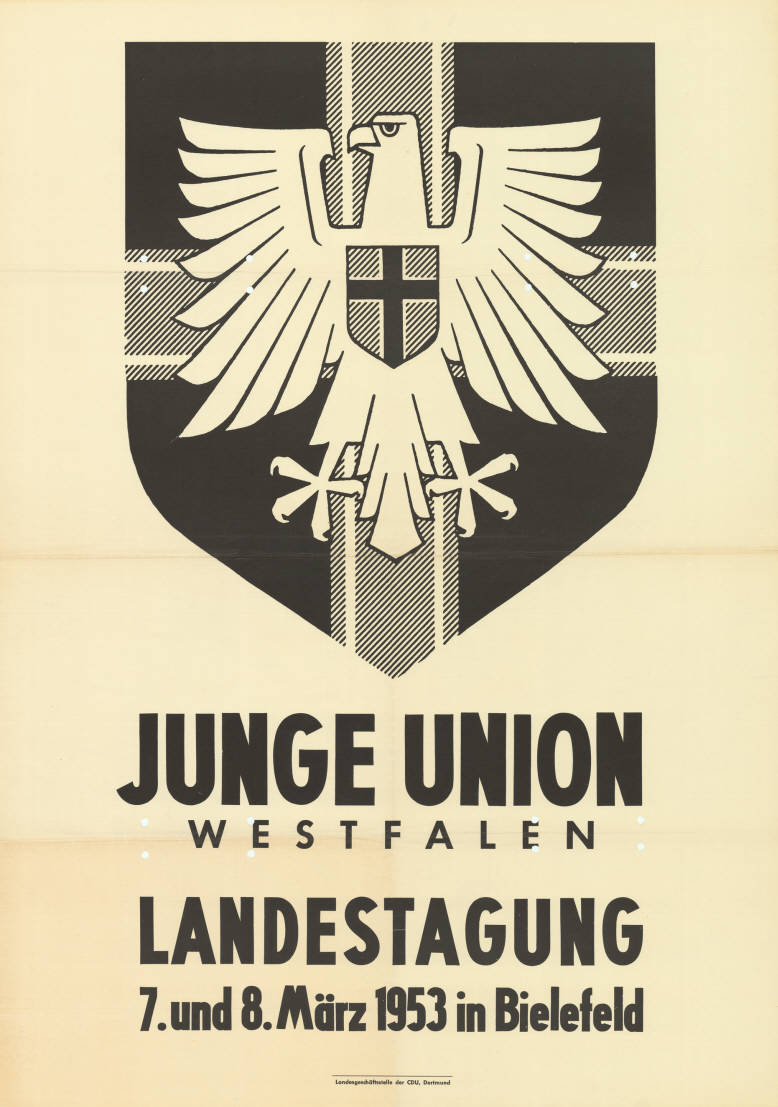
Junge Union Westphalie, 1953
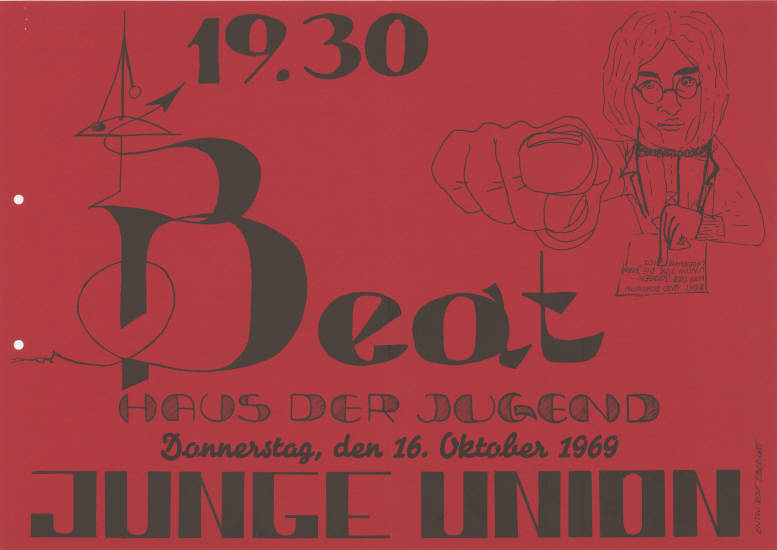
Beat. 1969
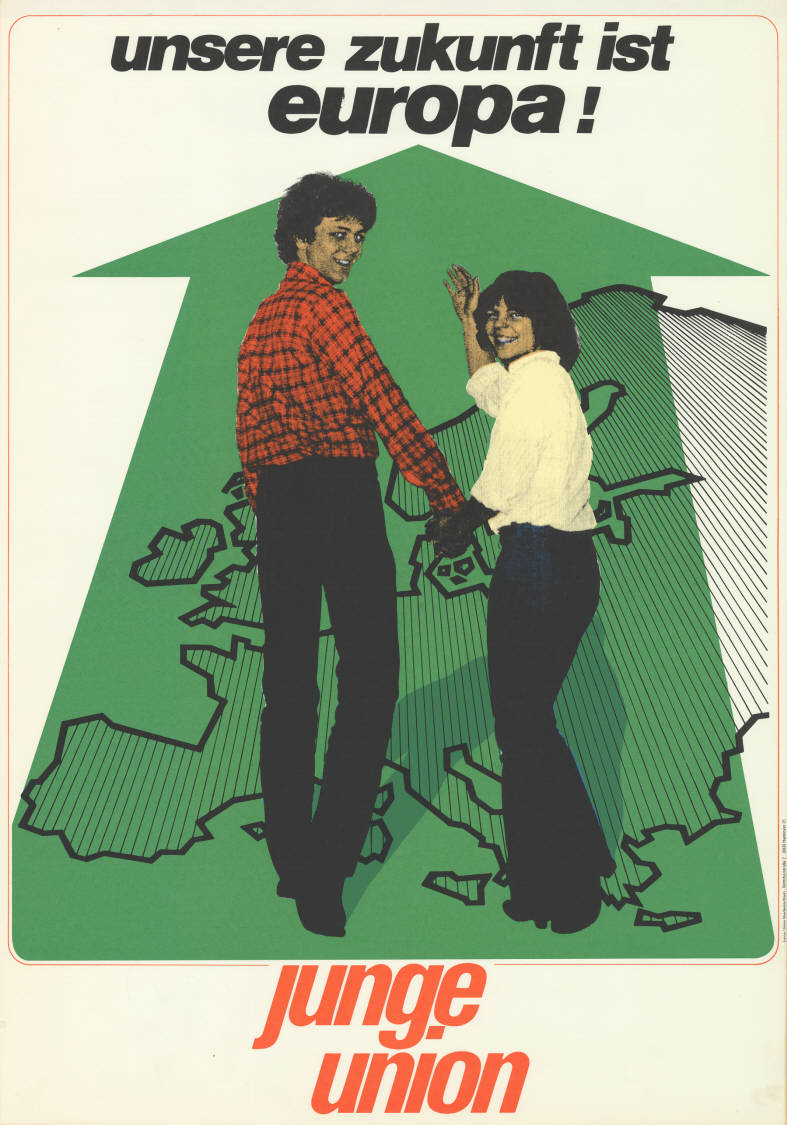
Notre futur est en Europe, 1979
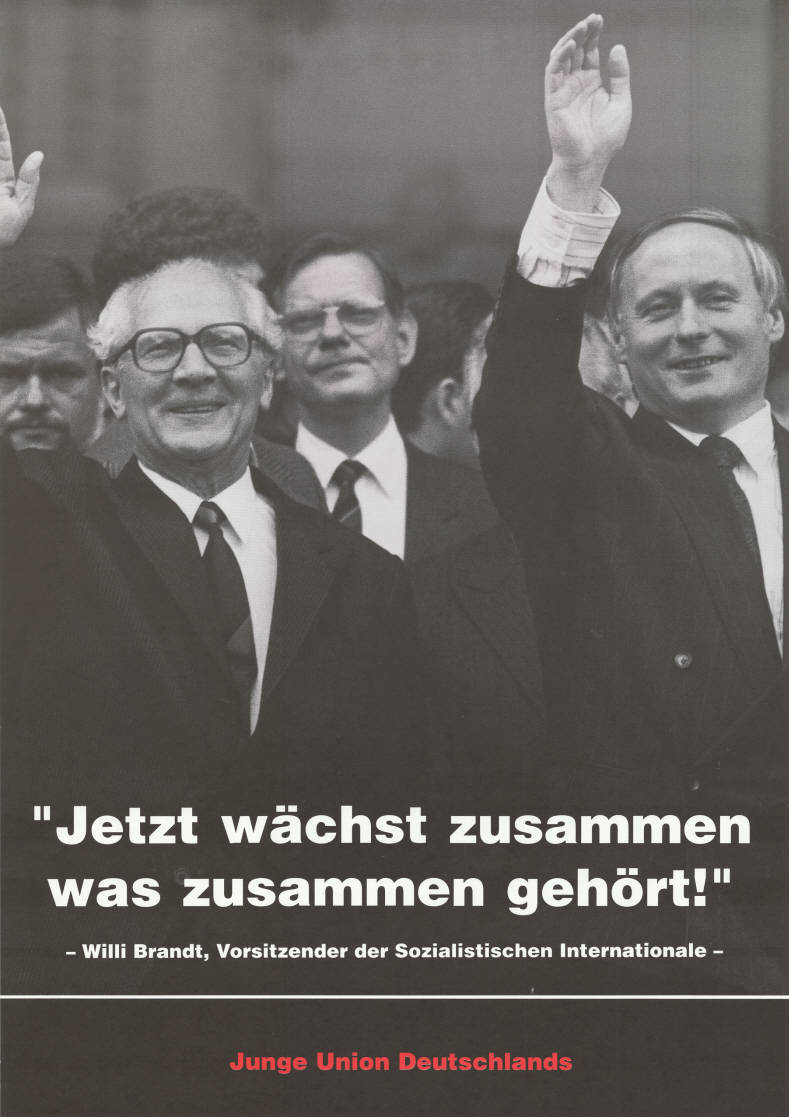
Ce qui se ressemble s'assemble. Willy Brandt, président de l'Internationale socialiste (sur la photo, Erich Honecker et Oskar Lafontaine)
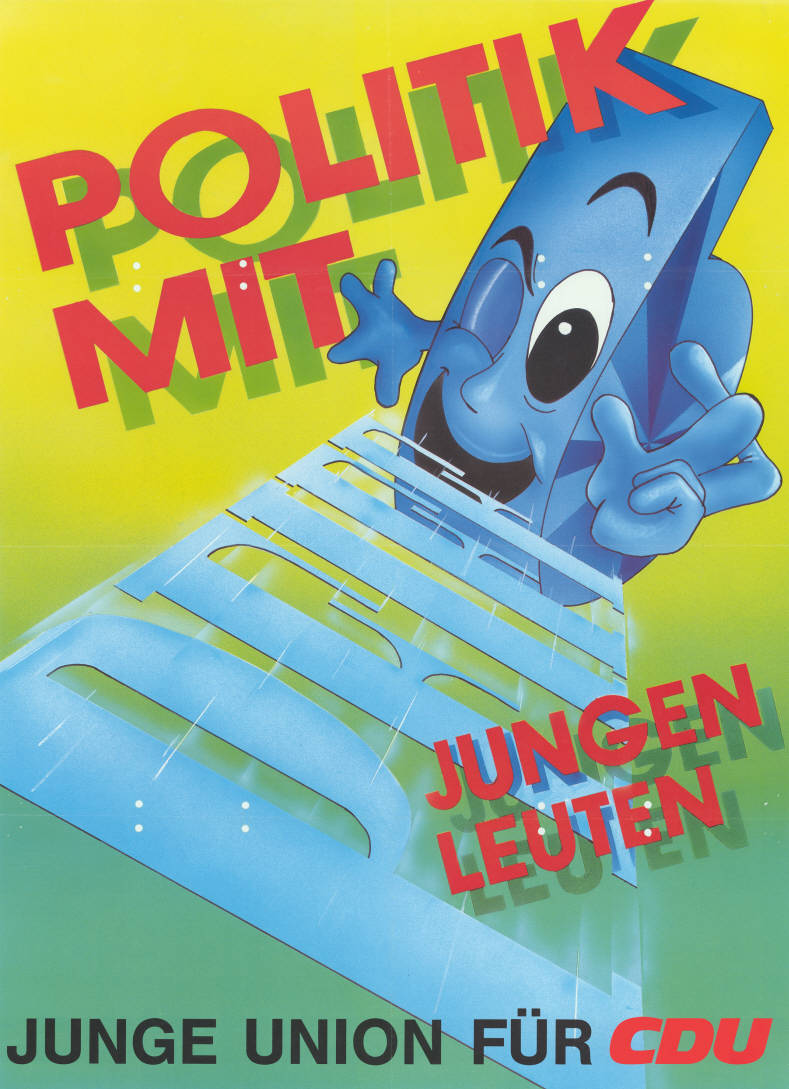
La politique avec des jeunes. 1992
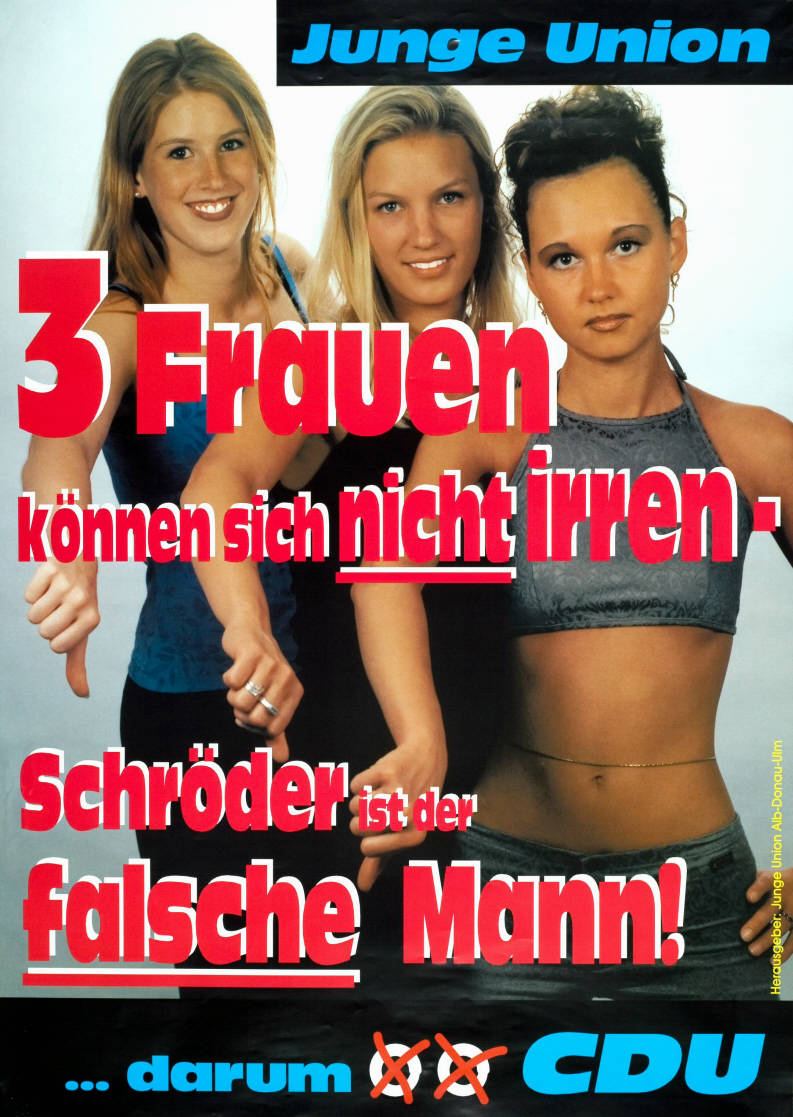
Trois femmes ne peuvent se tromper : Schröder n'est pas le bon homme. 1998
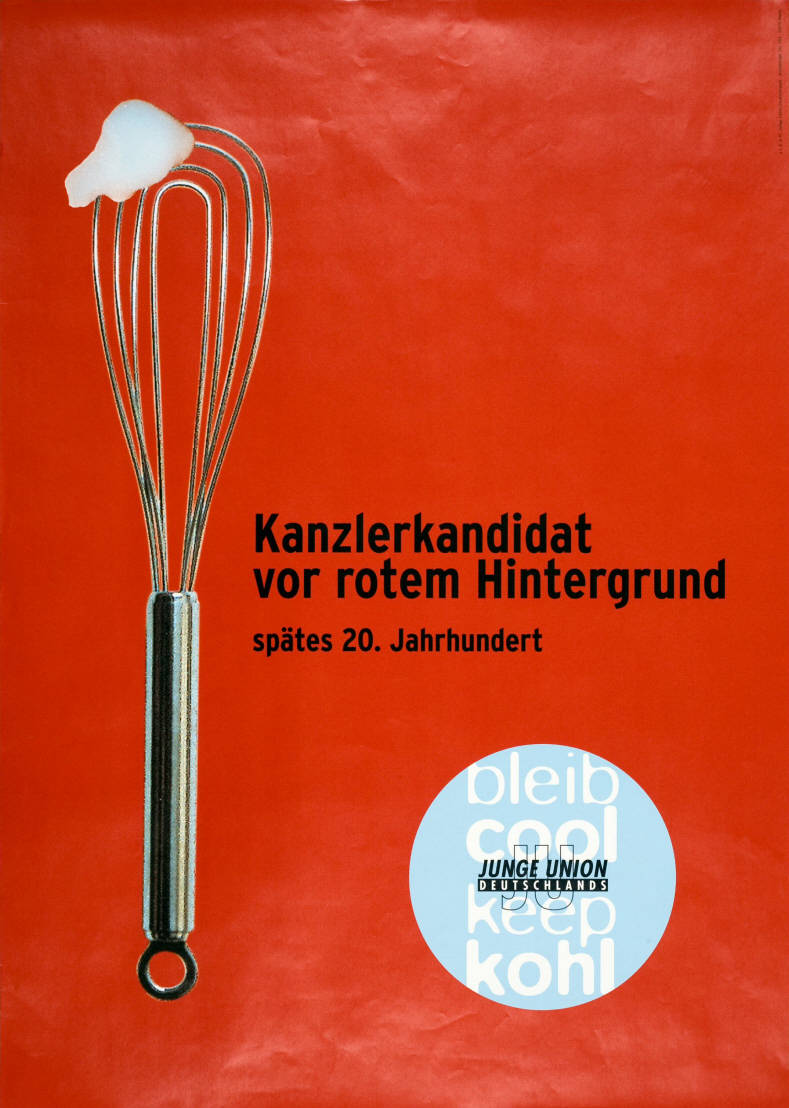
Reste cool, garde Kohl, 1998
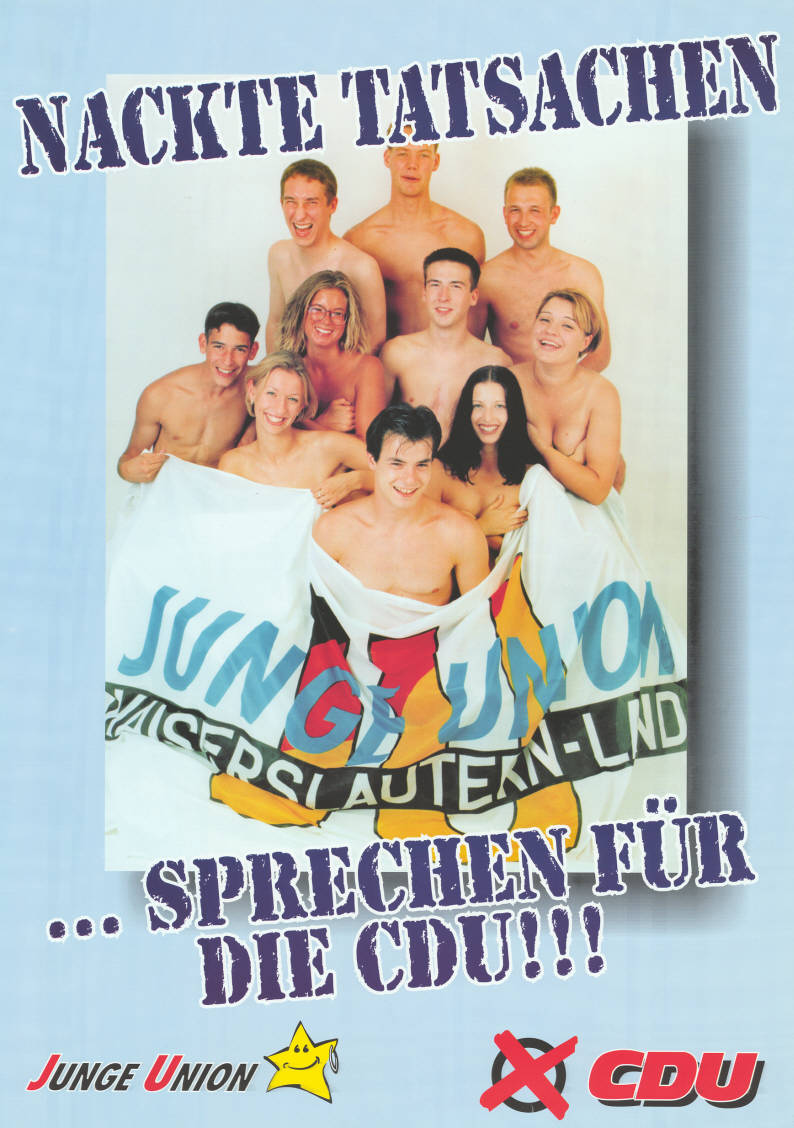
Les réalités nues parlent pour la CDU. Probablement 2004